# تبلت

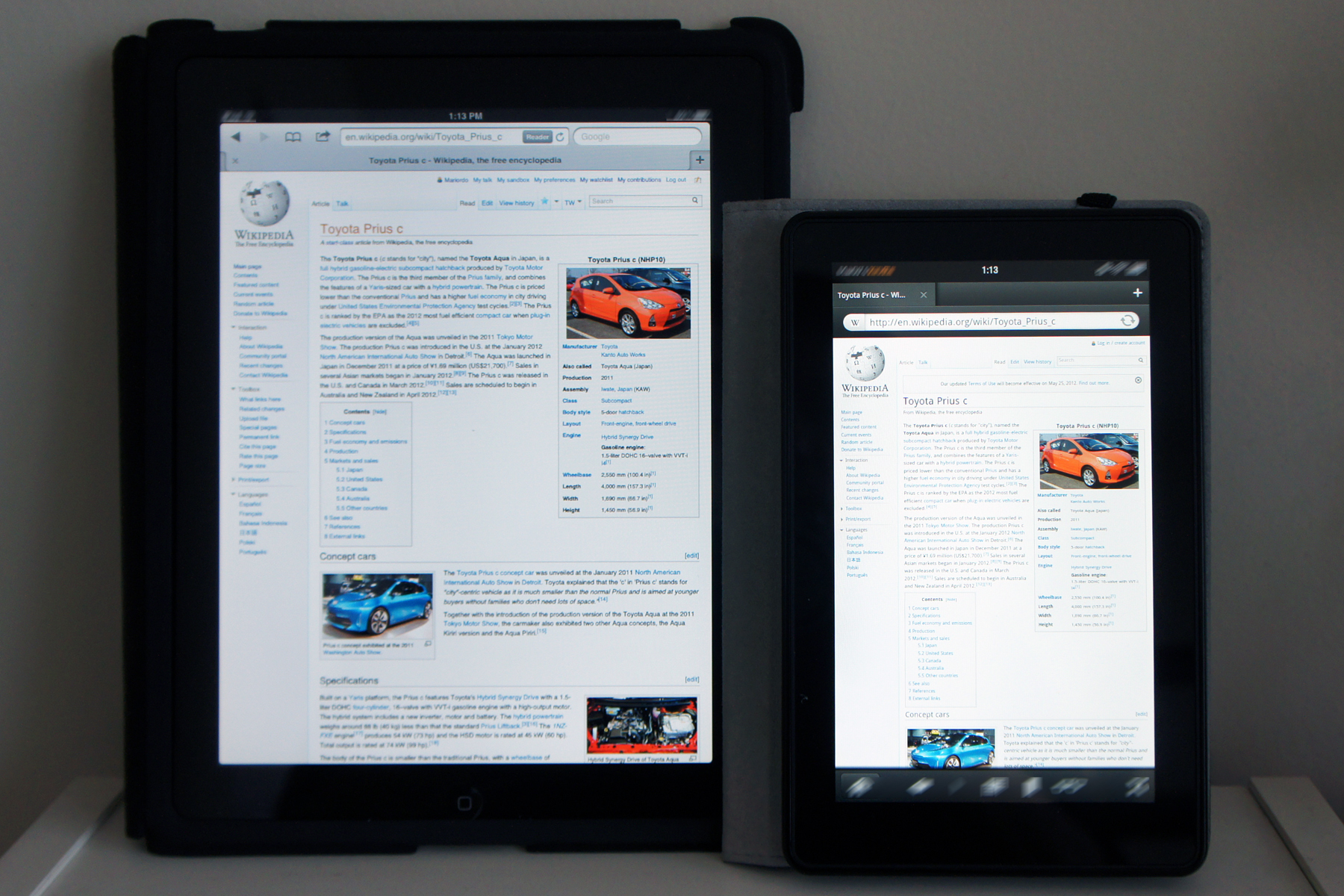
یک اپل آی‌پد (سمت چپ) و یک تبلت شرکت آمازون (در سمت راست)

تبلت یا رایانک‌ (به انگلیسی: Tablet Computer یا Tablet) یک رایانهٔ قابل حمل است که به‌طور معمول دارای سیستم‌عامل موبایل و یک صفحهٔ لمسی است. تبلت، به‌طور معمول به جای صفحه‌کلید با استفاده از تماس صفحهٔ نمایش کار می‌کند.
البته با پیشرفت فناوری سیستم‌عامل‌هایی مانند ویندوز برای انواع تبلت‌ها طراحی و برنامه‌ریزی شده است.
تبلت‌ها، صفحهٔ نمایش رنگی، دارای ریزپردازنده و باتری‌خور هستند. تبلت‌ها عموماً دارای سنسور هستند که شامل دوربین دیجیتال، میکروفن، شتاب‌سنج و چراغ قوه می‌شوند و به جای استفاده از موشواره یا صفحه کلید، صفحهٔ لمسی با قابلیت تشخیص حرکت دارند. دسترسی به شبکه برای تبلت‌های مختلف ممکن است متفاوت باشد؛ برخی از تبلت‌ها توانایی استفاده از سیم کارت را داشته و برخی فاقد این ویژگی هستند. بعضی مردم طبیعتاً تبلت را ترجیح می‌دهند چون از نظر آنها حافظه تبلت زیادتر از حافظه موبایل است اما از نظر حدسی حافظه تبلت مربوط به نوع تبلت است

## ویژگی‌ها
تبلت‌ها سیار هستند و به راحتی می‌توان آن‌ها را جابجا کرد. می‌توان روی تبلت با استفاده از نرم‌افزارهای مختلف پردازشگر متن مثل آفیس نوشت. تبلت‌های امروزی امکانات بیشتری دارند؛ مانند:
- مشاهدهٔ انواع فیلم‌ها و شنیدن موسیقی با کیفیت بالا در انواع قالب‌ها مثل MP3 و MP4
- مطالعهٔ کتاب‌های الکترونیکی در انواع قالب‌ها
- ویرایش، ایجاد متن و …
- عکاسی و تصویر برداری با کیفیت بالا و برقراری مکالمات تصویری
- اتصال به اینترنت از طریق Wi-Fi و اتصال به اینترنت با داده همراه (2G, 3G, 4G , 5G و …)
- انجام بازی‌های سنگین و اجرای انواع برنامه‌ها
- نصب انواع نرم‌افزارهای اندروید یا iOS (بسته به سخت‌افزار تبلت)
- ساختن بازی‌ها و نرم‌افزارهای مختلف (بسته به توانایی تبلت)

از دیگر ویژگی‌های تبلت‌ها می‌توان به موارد زیر اشاره کرد:
- پشتیبانی از سیستم اینترنت بی‌سیم، مدیریت ایمیل‌ها و شبکه‌های اجتماعی
- نرم‌افزارهای کاربردی و چندرسانه‌ای
- مصرف انرژی کمتر (بستگی به نوع تبلت) نسبت به لپ‌تاپ

تبلت افرادی که می‌خواهند پژوهش و تحقیق کنند و کارهایی انجام دهند که به فضایی بزرگتر از یک صفحه کاغذ نیاز دارد و به‌راحتی قابل حمل باشد یک گزینه عالی محسوب می‌شود.

## تاریخچه

### تبلت‌های خیالی و پروتوتایپ
در نیمه دوم سده بیستم، رایانه‌های تبلت موضوع آثار علمی–تخیلی بسیاری شدند که این مسئله به گسترش و پذیرش مفهوم نزد مخاطبان بیشتر کمک‌کننده بود. مثال‌هایی از این آثار عبارت‌اند از:
- بنیاد (مجموعه کتاب) نوشته ایزاک آسیموف
- رمان «بازگشت از ستارگان» نوشته استانیسلاو لم
- Star Trek: The Original Series نوشته جین رادنبری
- ۲۰۰۱: ادیسه فضایی (فیلم) نوشته استنلی کوبریک

### تبلت‌های اولیه
به دنبال رایانه‌های تبلت اولیه مثل پن‌پد شرکت پنسپت و خوشنویس CIC در سپتمبر ۱۹۸۹، شرکت Grid Systems اقدام به توزیع تجاری موفق نخستین تبلت با نام گرید پد نمود.
لوح رایانه یا تَبلِت (به انگلیسی: Tablet PC) یک رایانهٔ قابل حمل شبیه رایانسک (نوت‌بوک) یا یک دستگاه لوح مانند است که دارای یک نمایشگر لمسی یا قلمی است که به کاربر خود این امکان را می‌دهد تا به جای موشواره و صفحه کلید با دستگاه توسط انگشت دست یا قلم کار کند. البته امکان نصب موشواره و صفحه کلید با سیم یا بلوتوث وجود دارد. به عبارت دیگر تبلت رایانهٔ قابل حملی است که ورود اطلاعات به آن از طریق صفحه لمسی انجام می‌گیرد.
لوح رایانه‌ها دارای سیستم‌عامل مختلف مانند اندروید از شرکت گوگل، مائمو (سیستم استفاده شده در گوشی نوکیا ان۹۰۰) و میگو از نوکیا، آی او اس ساخت اپل، کروم ساخت گوگل، لینوکس، وب او اس از شرکت اچ پی و ویندوز است؛ البته شرکت ریم نیز تبلت‌هایی با سیستم عامل بلک بری روانهٔ بازار کرده است.

### تبلت‌های امروزی

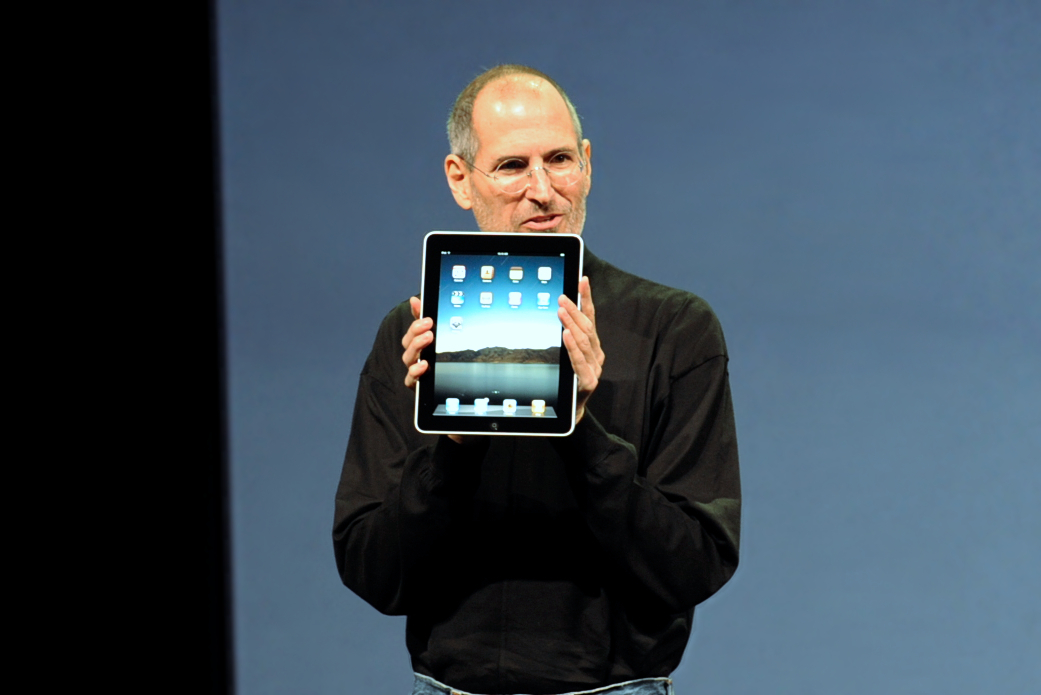
استیو جابز در حال رونمایی از آی‌پد در سان فرانسیسکو، ۲۷ ژانویه ۲۰۱۰

سهم اصلی در بازار تبلت در ابتدا فقط در اختیار شرکت اپل بود که توانست با عرضهٔ سری تبلت آی‌پَد انقلابی در عرصه فناوری ایجاد نماید؛ ولی در ادامه شرکت‌های دیگری مانند سامسونگ، آمازون، گوگل، اِیسوس و اچ‌پی لنوو، نیز به فکر ساخت و ارائهٔ تبلت افتادند. تبلت‌های iPad عموماً از کیفیت بالایی برخوردارند و به‌طور معمول با تجهیز شدن به آخرین سخت‌افزارهای روز کارایی بسیار بالایی از خود نشان می‌دهند.
سامسونگ نیز چند سالی است که با ارائه سری Galaxy Tab در حال رقابت با تبلت‌های آی‌پَد است. دیگر تولیدکنندگان نیز میدان را خالی نکرده و به‌طور مداوم در حال بروزرسانی تبلت‌های خود هستند.
تبلت‌ها در ابعاد ۷ تا ۱۰ اینچ و بزرگتر از ۱۰ اینچ تولید شده‌اند که به‌طور مسلم تبلت‌های ۷ اینچی به دلیل سبک و کوچک بودن از طرفداران ویژه‌ای برخوردار است.
از این بین، شرکت اچ‌پی با ارائه سری اسلیت از تبلت‌های ۷ اینچی خود در سپتامبر ۲۰۱۲ میلادی پا به میدان رقابت گذاشته است. اولین نکته قابل توجه در مورد این تبلت قیمت آن است که از این نظر جزء تبلت‌های ارزان قیمت محسوب می‌گردد اما در مقایسه با تبلت کیندل فایِر آمازون کمی گرانتر است.
گوگل هم با تولید سری تبلت‌های نکسوس که وظیفه ساخت نکسوس ۷ را ایسوس و نکسوس ۱۰ را سامسونگ بر عهده داشت، وارد دنیای تبلت‌ها شد.
نکسوس ۷ یکی از پرفروش‌ترین تبلت اندرویدی جهان در سال ۲۰۱۲ شناخته شد، و هم‌اکنون گوگل با تولید نسل دوم نکسوس ۷ بسیاری از نواقص سری اول را رفع کرد.
نکسوس ۷ سری اول از پردازنده ۴ هسته‌ای Nvidia Tegra 3 با فرکانس ۱٫۲ گیگاهرتز و یک گیگابایت رم و صفحه نمایش وضوح بالا یعنی ۱۲۸۰×۸۰۰، یکی از ایرادات وارده بر نکسوس ۷ سری اول، فقدان دوربین پشت بود.
نکسوس ۷ سری دوم بسیاری از نواقص سری قبل را حل نموده است که از جمله آن‌ها می‌توان پردازنده قویتر snapdragon S4 pro و ۲ گیگابایت رم و دوربین ۵ مگاپیکسلی و صفحه نمایش تماماً وضوح بالا (Full HD) یعنی ۱۰۸۰×۱۹۲۰ و با ضخامت کمتر از سری اول می‌توان اشاره کرد.
شرکت ایسوس هم با تولید سری تبلت‌های بسیار با کیفیت transformer pad و تبلت‌های بسیار ارزان قیمت Memo pad، و فبلت fonepad که تبلتی ۷ اینچی با قابلیت تماس تلفنی، و سری Padfone که موبایلی ۴ اینچی است که به داخل داک تبلت ۱۰ اینچ می‌رود و به تبلتی ۱۰ اینچی تبدیل می‌شود، اشاره کرد.
تبلت ۲۰ اینچی پاناسونیک که نسخه کامل ویندوز ۸ بر روی آن نصب شده است فعلاً بزرگ‌ترین تبلت عرضه شده می‌باشد. تبلت ۲۰ اینچی پاناسونیک از پردازنده Core i5 اینتل سری U بهره می‌برد و از این رو قادر به اجرای نسخه کامل ویندوز ۸٫۱ مایکروسافت است. صفحه نمایش ۲۰ اینچی آن دارای تفکیک‌پذیریِ ۳۸۴۰ در ۲۵۶۰ پیکسل است و از ۸ گیگابایت حافظه رم و ۲۵۶ گیگابایت حافظه SSD بهره می‌برد.
از شرکت‌های ایرانی تولیدکننده تبلت، برند کرپی و فراسو می‌باشد که از سال ۱۳۹۲ با راه‌اندازی خط تولید با فناوری SMT در کارخانجات خود واقع در شهرک صنعتی پرند، اولین تبلت خود را با نام فست ۷۱۱ وارد بازار نمود.
جالب است بدانید نخستین تبلت ایرانی (با نام تجاری کرپی) در سال ۱۳۸۹ در ایران ثبت اختراع شده است. هدف‌های اولیه از ثبت اختراع این تبلت استفاده‌های آموزشی و تجاری آن بوده و یکی از ویژگی‌های جالب نسخه بهبود یافتهٔ تبلت کرپی امکان لمس بخش پشتی تبلت بود. سیستم عامل این تبلت مایکروسافت ویندوز ۷ بوده است.
شماره ثبت اختراع نخستین تبلت ایرانی ۲۵۳۹۵ است.

## آخرین پژوهش‌ها
پژوهشگران دانشگاه کویینز کانادا موفق به ساخت تبلتی شدند که ضخامت آن به اندازه یک برگ کاغذ است. این رایانه همچنین بسیار انعطاف‌پذیر می‌باشد.

## سخت افزار
معماری سامانه
دو معماری اصلی که بازار را تحت کنترل خود گرفته اند عبارتند از: معماری آرم شرکت آرم ال‌تی ‌دی و اکس۸۶ شرکت های اینتل و ای‌ام‌دی.

## نرم‌افزار

### سیستم‌عامل
مهم‌ترین سیستم‌عامل تبلت‌ها عبارتند از:
1. اندروید
2. آی‌اواس
3. ویندوز فون
4. بلک‌بری

### اپ‌استور
اپ‌استور App Store یا فروشگاه اپلیکیشن گونه‌ای از بسترهای توزیع برنامه‌های کاربردی موبایل است. نرم‌افزارها مجموعه خاصی از کارکردها را عرضه می‌کنند که بر اساس تعریف شامل راه‌اندازی خود رایانه نمی‌شود. برنامه‌های کاربردی طوری طراحی شده‌اند که روی ابزارهای خاصی کارکنند و برای سیستم عامل‌های خاصی نوشته شده‌اند (مانند آی او اس، مک، ویندوز یا اندروید. نرم‌افزار خانه در راهبرد رایانش ابری کشورها یک جزء مهم به‌شمار می‌آید و کشورها تلاش می‌کنند که با ایجاد و راه‌اندازی نرم‌افزار خانه‌ها راه‌های ارزان تری برای تهیه نرم‌افزارهای مورد نیاز بخش دولتی ایجاد کنند و در عین حال بر مشکلات ناشی از عدم هماهنگی میان نرم‌افزارهای بخش دولتی فائق بیایند